# 카다르 야노시
카다르 야노시(헝가리어: Kádár János, 본명: 체르머니크 야노시 요제프·Czermanik János József, 문화어: 까다르 야노쉬, , 1912년 5월 26일 ~ 1989년 7월 6일)는 헝가리 인민공화국의 정치인이다. 1956년 헝가리 사회노동당 제1서기에 오른 이후 1988년까지 32년간 집권하였으며, 구야시 공산주의로 이 나라를 통치했다.
1928년 마르크스주의 사상에 감회하여 헝가리 공산당에 가입하였고, 1943년 서기장으로 선출되어 당명을 변경을 추진하다 물의를 일으켜 사퇴하였다. 1948년 헝가리 인민공화국 수립된 이후 그는 마차시 라코시 정부에서 내무부 장관을 역임했으나, 그의 수정주의 사상이 국가 지도부와 마찰을 일으켜 투옥되었으나, 1954년에 너지 임레의 도움으로 석방되었다.
1956년 헝가리 혁명이 발생한 후 카다르는 빠르게 승진했고, 개혁파를 조직해 정권을 장악했다. 그는 수정주의적 견해를 버리고 현실정치와 실용주의적 공산주의를 주장했으며, 조국의 경제 성장, 보편적 복지, 정치적 자유화를 이끌었다. 1960년대에는 레오니트 브레즈네프 정부와 사실상 결별하고 소련, 유고슬라비아와 같은 기존 마르크스-레닌주의 국가와의 차별화를 위해 사회•문화 전반에 자유주의를 도입했다.
그러나 실용주의를 표방한 그의 외교는 바르샤바 조약기구의 회원국들과 종종 충돌했으며, 정책에 있어 서구권 국가에 지나치게 의존하여 1980년에는 심각한 경제 위기를 불러일으켰고, 결국 1988년 모든 직책에서 사임하게 되었다.

## 어린 시절
지오반니 체르마니크 (Giovanni Czermanik)라는 본명으로 오늘날 크로아티아 리예카에 속하는 오스트리아-헝가리 제국 피우메에서 군인 야노스 크레싱어와 슬로바키아계 근로자 모친 보르발라 체르마니크의 사생아로 태어났다.  그는 자신의 외가로부터 헝가리인과 슬로바키아인, 그리고 친가로부터 독일인 뿌리를 가졌다.
카다르는 자신이 14세 때까지 학교를 보내고 경우적으로 세탁부로 일했던 자신의 모친과 함께 부다페스트에서 다시 합칠 때까지 쇼모지주 카폴레이에서 양부모와 함께 자신의 첫 6년을 보냈다.

## 제2차 세계 대전 그전과 그중의 정치 활동

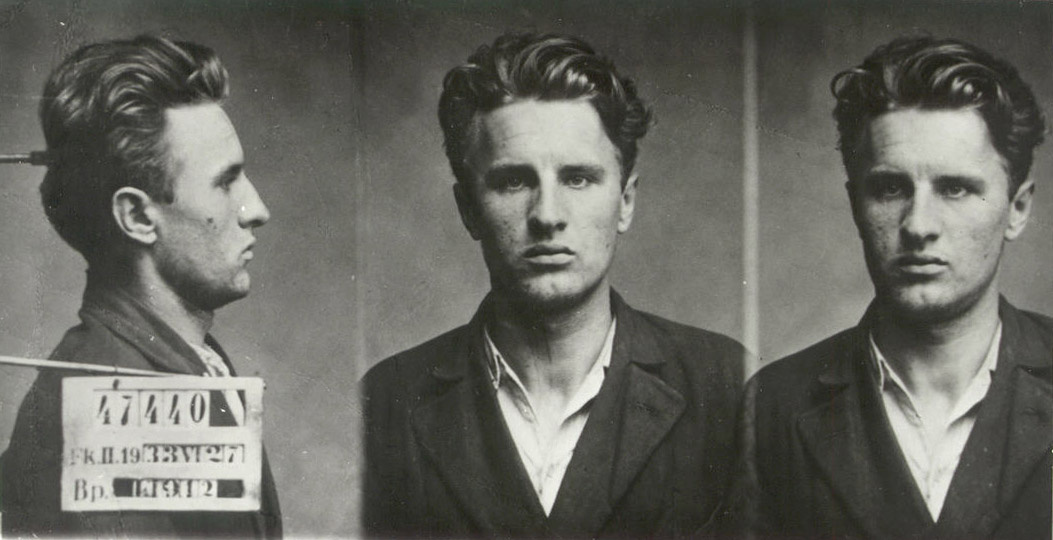
1933년 체포 중의 카다르

카다르는 타자기 정비공으로서 견습공을 세워 17세의 나이에 노동조합의 청년회에 가입하고 1931년 불법의 헝가리 공산당에 입당하였으며 불법적인 정치 활동으로 이후 몇번이나 체포되었다.
이후에 자신의 불법 공산당 행위를 덮는 데 체르마네크 야노스는 헝가리 사회민주당에 입당하고 그 부다페스트 지부 위원회에 앉았다.
1937년 그는 호르티 미클로시 정권에 의하여 체포되어 3년간 교도소로 보내졌다.  자신의 석방에 그는 소련에 가지 않았으나 자신의 친구 라이크 라슬로와 함께 제2차 세계 대전이 일어난 동안 공산주의 지하 운동을 전개하여 1943년 아호 카다르 야노스를 택하였다.  1944년 세르비아로 들어가는 국경을 건너려고 했던 동안 요시프 브로즈 티토의 빨치산과 비밀 접촉을 하는 목적에 그는 체포되었고 마우트하우젠 강제 수용소로 유대인들을 수송하면서 파견되었다.  도시의 교도소로 일시적으로 옮겨간 동안 코마르노로 가는 길에 그는 탈출할 수 있었고 부다페스트로 돌아갔다.
1943년과 1945년 사이에 그는 헝가리 공산당 제1서기였고 1943년과 1944년 사이에 그는 그 법적 위장 조직 평화당을 지도하였다.

## 1945년-1956년:리더십에서 재판까지

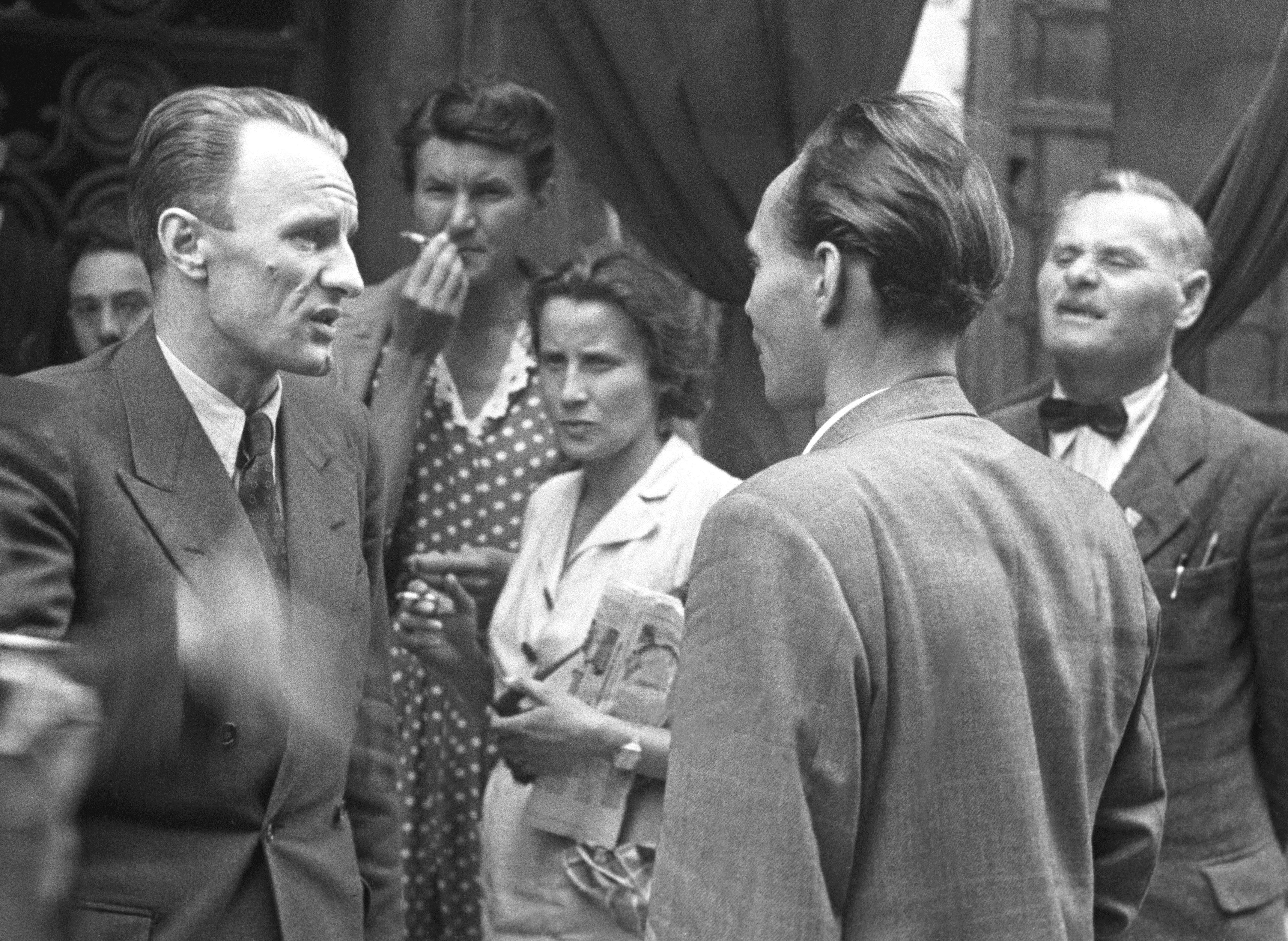
1945년 5월 헝가리 공산당 첫 전국회의에서 (좌측이 카다르)

소련에 의하여 헝가리의 점령과 공산당의 리더십의 모스크바 지점의 부상 후, 카다르는 부다페스트의 새로운 경찰 부국장으로 임명되었다.
1946년 그는 헝가리 공산당의 부서기장으로 선출되었다.  1949년 그는 내무장관으로서 라이크 라슬로를 승계하였다.  라이크는 소련에서 이오시프 스탈린에 의하여 시작된 재판의 복제 중에 헝가리에서 라코시 마차시에 의하여 재판이 열릴 예정에 주요 피고인으로서 이미 비밀적으로 선택되었어도 공산당 지도자 라코시에 의하여 외무장관으로 임명되었다.  라이크와 "그의 간첩 행위"는 훗날 유고슬라비아의 대통령 티토와 공모했다는 혐의로 기소되었고 사형을 당했다.
마키아벨리식 계획에서 라코시는 라이크와 그의 부인 율리아 둘다와 친구였던 카다르를 라이크의 재판에 눈에 띄게 관여되었는지 확인하는 데 그를 내무장관의 직위에 놓았다.  사실 조사를 담당했던 헝가리 국가 보안부는 라코스로부터 그 명령들을 직접 받았으나 내무장관으로서 카다르는 라이크의 "범죄"를 비난하여 그에게 자백을 강요하려고 했고 그의 사형식에 참석하였다.
1년만 후에 카다르는 호르티의 경찰의 간첩으로 지낸 것에 허위 혐의에 대해 자신의 재판에서 자신을 피고인으로 찾아냈다.  이때 그것은 비밀 경찰들에 의하여 매를 맞은 카다르였고 "자백"을 촉구하였다.  그는 유죄 판결을 받고 무기 징역을 선고받았다.  그의 감금은 3년간 독방 감금으로 호르티 정권 아래 투옥되었던 동안 자신이 겪은 것보다 더욱 최악의 상태를 포함하였다.
1953년 스탈린의 사망과 너지 임레의 총리로서 임명 후, 카다르는 이듬해 7월에 석방되었다.
카다르는 심하게 산업화된 부다페스트의 제13구역에서 당서기로서 활동하는 데 제공을 받아들였다.  그는 빠르게 두각을 나타내 노동조합을 위하여 자유의 증가를 요구하는 노동자들 사이에서 많은 추종자를 형성하였다.

## 1956년 헝가리 혁명에서 역할
너지는 자유화 과정을 시작하여 국영언론을 제거하고 많은 정치적 죄수들을 석방시켰으며 바르샤바 조약 기구로부터 헝가리를 철회시키는 의사를 표명하였다.  그는 연정을 형성하였다.  소련의 지도자들이 상호존중과 평등을 바탕으로 헝가리와 새로운 관계를 설립하는 그들의 욕망을 주장하는 성명을 발표하였어도 11월의 첫 날들에 소련 공산당 상임위원회는 무력으로 혁명을 분쇄하는 결정을 택하였다.
그동안 헝가리 공산당은 당 자신을 해산하고 헝가리 사회주의 노동당의 이름 아래 당을 재결성하기로 결정하였다.  1956년 10월 25일 카다르는 제1서기장으로 선출되었다.  그는 또한 국무대신으로서 너지 정부의 일원이기도 했다.  11월 1일 부다페스트에서 소련 대사관의 성원과 함께 모스크바를 위하여 뮌니흐 페렌츠와 함께 헝가리를 떠났다.  거기서 소련의 지도자들은 무슨 수를 써서라도 끝내야 할 헝가리에서 "반혁명"이 벌어지고 있다고 그를 설득하려고 노력했다.  바르샤바 조약 기구를 떠나는 데 너지의 명시된 목표에 자신의 반대에 불구하고 카다르는 모스크바로부터 압박에 저항했다고 하며 너지 정부가 사회주의 제도를 폐지하지 않으려고 했다는 것을 주장하였다.  그는 소련의 지도자들이 헝가리에 주둔한 소련군의 도움과 함께 혁명을 분쇄하는 데 결정이 이미 택해졌고 헝가리로 보내질 낡은 공산당 리더십이 새로운 정부에서 그가 총리직을 맡을 생각이 없는 것을 자신에게 알렸을 때만 압박에 저항하였다.  소련군의 탱크들이 11월 4일의 새벽에 혁명을 분쇄하는 데 부다페스트로 들어갔다.  카다르가 이끈 이른바 노동자와 농민의 임시 혁명 정부의 선언은 같은 날 솔노크로부터 방송되었다.
그는 이 새로운 정부를 위하여 "15 포인트 프로그램"을 공고하였다.
1. 헝가리의 국가적 독립과 주권을 확보한다.
2. 모든 공격들로부터 인민의 민주주의와 사회주의 제도를 보호한다.
3. 살인 싸움을 끝내고 질서를 회복한다.
4. 경쟁 평등과 비간섭을 바탕으로 다른 사회주의 국가들과 가까운 형제 관계를 설립한다.
5. 정부 형성을 막론하고 모든 국가들과 함께 평화적으로 협력한다.
6. 헝가리에서 전국을 위하여 빠르고 실질적으로 생활 수준을 높인다.
7. 생활 수준에서 이 증가를 위하여 허용하는 데 5년 계획의 가감
8. 노동자들의 이익에서 관료제의 배제와 민주주의의 확대
9. 민주주의의 확대에 바탕으로 노동자들의 관리는 공장들과 기업들에서 반드시 시행되어야 한다.
10. 농업 보호를 개발하는 데 의무적인 배달들을 폐지하고 개인적 농민들에게 조수를 수여한다.
11. 이미 존재하는 행정 기관들과 혁명 평의회에서 민주적 선거들을 보증한다.
12. 장인 및 소매업 지원.
13. 헝가리의 진보적인 전통의 정신에 헝가리 문화의 개발
14. 헝가리에서 반응의 사악한 세력을 분쇄하고 질서와 평온을 회복하는 데 우리의 국가를 돕는 데 붉은 군대에게 요청한 우리 인민의 이익을 위해 행동한 헝가리 혁명 노동자-농민 정부
15. 위기의 종말에 이어 헝가리로부터 군대의 철수에 바르샤바 조약 기구의 세력과 협상한다.

15 포인트 프로그램은 헝가리에서 200,000명의 강력한 부대를 파견하는 데 소련으로부터 압력 후에 철회되었다.  이 개발은 막대한 국방비를 복지에 전용하는 데 카다르를 허용하였다.
루카치 죄르지, 로손치 게자와 라슬로 라이크의 미망인 율리아와 더불어 너지는 유고슬라비아 대사관으로 달아났다.  카다르는 그들의 요청에 그들에게 안전하게 집으로 돌아갈 것을 약속했으나 유고슬라비아 대사관에서 망명을 요청한 너지와 다른 일원들이 루마니아로 추방되어야 할 것을 소련의 당 지도자들이 결정하면서 이 약속을 지키는 데 실패하였다.  나중에 1956년 사건에서 너지 정부의 책임을 설립하는 데 재판이 시작되었다.  그것이 몇번이나 휴회되었어도 피고인들은 결국적으로 "민주주의 국가 질서"를 전복하는 데 반역과 음모로 유죄 판결을 받았다.  1958년 6월 16일 너지 임레, 말레테르 팔과 기메스 미클로시는 이 범죄들로 사형을 선고 받고 교수형에 처해졌다.  로손치와 게자와 시게티 아틸라는 법원 철자 중에 의심스러운 상황에서 둘다 옥사하였다.

## 카다르의 시대

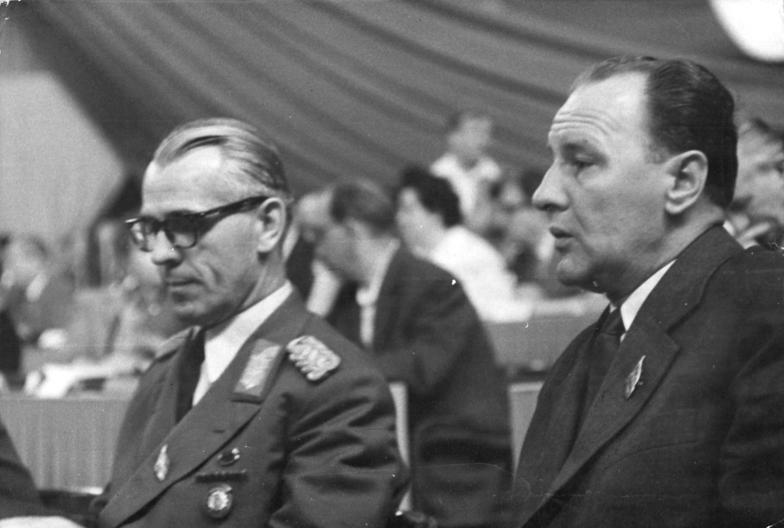
빌리 슈토프와 함께 (1958년)

카다르는 위기 상황에서 권력을 잡았다.  국가는 몇달간 소련의 군사 행정부 아래 있었다.  공산당의 몰락한 지도자들은 소련에서 피난처를 찾았고 헝가리에서 권력을 다시 얻는 데 음모를 꾸미고 있었다.  중공, 동독과 체코슬로바키아의 지도자들은 "반혁명"의 가해자들을 상대로 강력한 보복을 요구하였다.  새로운 리더십을 둘러싼 불신임과 경제적 어려움에 불구하고 카다르는 엄청나게 짧은 시간에 상황을 정상화할 수 있었다.  이것은 상황들 아래 동구권으로부터 벗어나는 것이 불가능했다는 것을 깨달았기 때문이이었다.  국민들은 헝가리 혁명에 도움을 주는 데 서방권의 약속들이 근거가 없었고 냉전의 논리가 결과를 결정했다는 것을 알아차렸다.  헝가리는 서방권의 암묵적인 동의와 함께 소련 영향권의 일부로 남아있었다.  국민들은 낡은 공산당 리더십의 복귀에 두려워 했고 점차 카다르의 정부가 생활의 질 향상을 목표로 삼았지만 정치 제도에서 조건들이 변경을 허용하지 않을 것을 알아차렸다.  소련에 의하여 강하게 영향력을 받았어도 카다르에 의하여 제정된 정책들은 소련에서 정확히 그의 후원자들이 아니었다.  예를 들어 카다르의 정부는 집단 농장들에서 농부들을 위하여 숙고적으로 대규모 사유지들을 허용하였다.

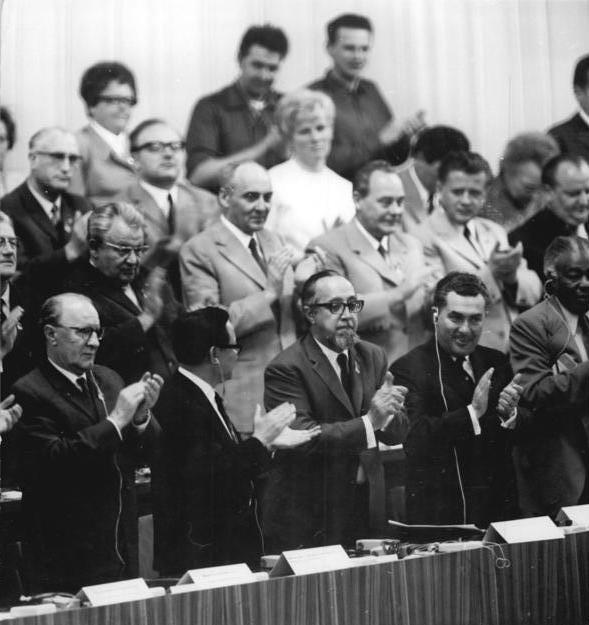
1971년 독일 사회주의통일당 제8차 회의에서 (왼쪽이 카다르)

라코시와 현저하게 대조적으로 카다르는 "우리를 반대하지 않는 그는 우리와 함께 한다."라는 것을 선언하였다.  헝가리인들은 동구권 상대 국가들보다 자신들의 일상 생활을 하는 데 더욱 많은 자유를 가졌다.  그들은 서방권에 의하여 전혀 자유가 아니었다.  자유의 연설, 문화와 운동에 어떤 엄격한 조치들은 카다르의 시대 동안 점차적으로 해제되었으나 지배하는 헝가리 사회민주당은 아직도 절대적인 통치와 국가 감시의 높은 수준을 유지하여 야당 단체들에 압력을 가하고 당의 조직들에 가입하는 데 시민들을 격려하였다.  다른 동구권 국가들에서보다 좀 더 자제하면서 운영되었던 동안 비밀 경찰은 그럼에 불구하고 억압의 두려운 수단이었다.  정권에 명백한 반대는 용납되지 않았다.
상대적으로 높은 생활 수준과 다른 동구권 국가들보다 더욱 여행 제한 완화의 결과로서 헝가리는 정통적으로 냉전 시기 동안 동유럽에서 살 곳에서 더욱 나은 국가들 중의 하나로 숙고되었다.  많은 헝가리인들은 1990년대에 자본주의 경제로 조정에 의하여 일으켜진 생활 수준에 극격한 하락으로 인해 카다르의 시대에 관하여 향수를 불어일으킨다.  이 관점은 1994년 총리로 선출된 전 공산당 정치인 호른 줄러에 의하여 표현되었다.  하지만 상대적으로 높은 생활 수준은 카다르 정권에 의하여 뒤에 남겨진 국가의 빚의 숙고적인 양의 형성에서 자신들의 가격을 가졌다.  위에서 언급된 대로 정권의 문화적, 사회적 정책들은 아직도 상당히 권위주의적이었고, 현대 헝가리 문화에 그들의 미치는 영향은 아직도 숙고적인 토론의 문제이다.
카다르의 지배 동안 캐나다, 미국과 서유럽에서 온 많은 관광객들과 함께 극적으로 증가한 관광업이 헝가리로 들어오는 데 굉장히 필요했던 서방의 화폐들을 가져왔다.  헝가리는 개발도상국들과 강한 관계를 구축하였고 많은 해외 유학생들이 도착하였다.  헝가리 국왕들의 "성스러운 왕관"과 예복이 1978년 미국으로부터 부다페스트로 반환되었다.
카다르는 자신의 단순하고 겸손한 생활 방식으로 알려졌고 부패나 악행에 대해 강한 혐오감을 가지고 있었다.  그는 가끔 자신의 일생을 통하여 자신의 믿음을 유지했던 확신을 가진 공산주의자로서 인지되었다.

## 퇴임과 사망

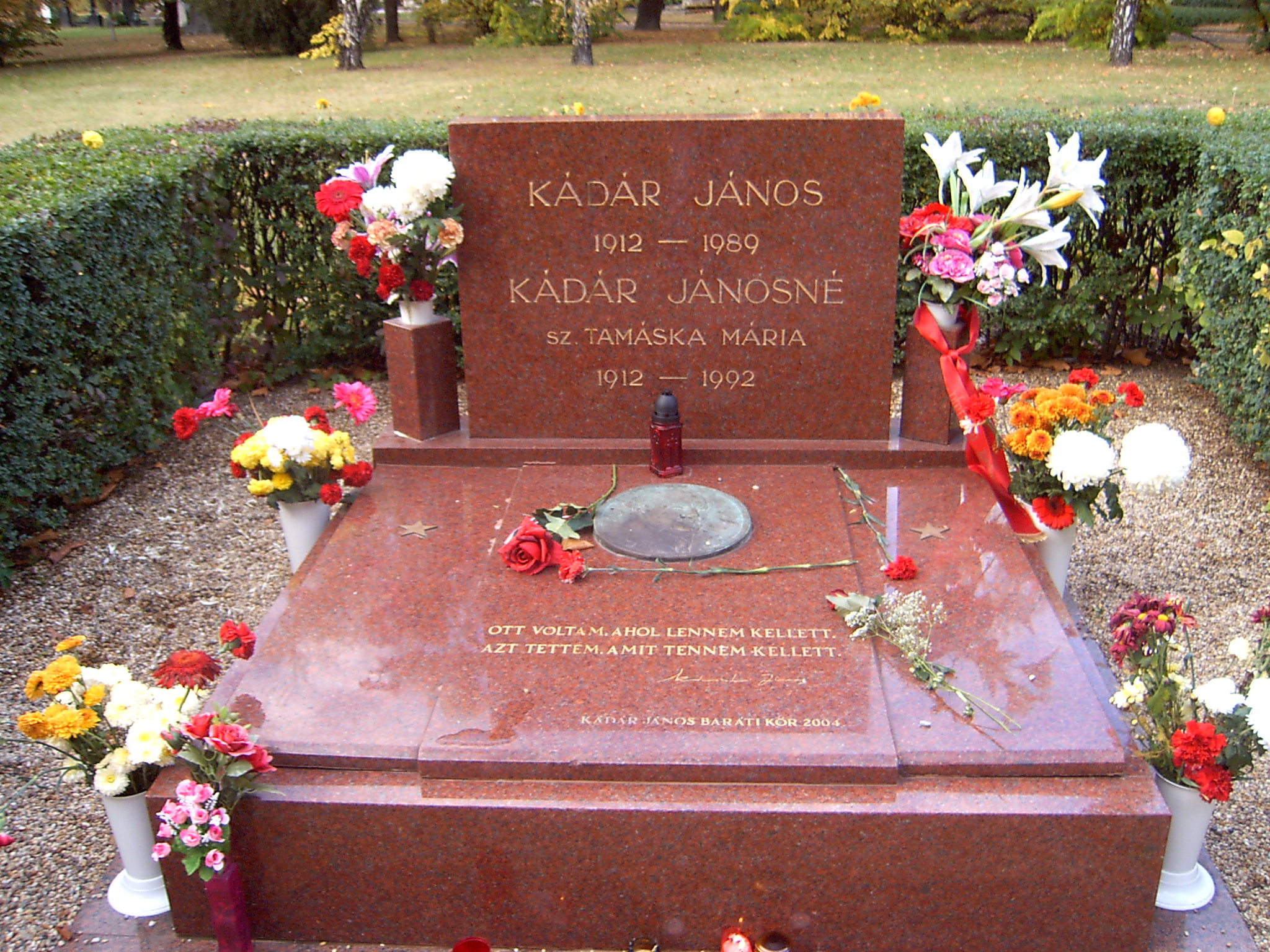
카다르의 묘비

카다르 야노시는 1988년 자신이 쌓여가는 경제적 어려움과 자신의 건강으로 인하여 당서기로서 사임했을 때까지 헝가리에서 권력을 쥐었다.  그해 5월 당 회의에서 그는 새로운 상황들로 개조된 수정 및 조정된 형성에서 카다르의 정책들을 지속하는 데 노력했던 그로스 카로이 총리에 의하여 당서기로서 대체되었다.  카다르는 대신 당의 대표의 의례적인 위치로 임명되었다.  그는 당의 가장 중요한 의사결정 기구인 정치 위원회로 재선되는 것을 원하지 않았다.  1989년 초순에 그로스와 그의 동료들이 차례로 사회주의 제도를 해체하는 데 착수한 "급진적 개혁가들"의 파벌에 의하여 소외되면서 이제 눈에 띄게 노쇠해진 카다르는 완전히 공직에서 해임되었고 얼마 지나지 않아 77세의 나이로 사망하였다.

## 유산
카다르는 정통적으로 가장 온건적인 동유럽 공산당 지도자들 중의 하나로 알려졌다.  외교 정책에서 소련으로 자신이 충성적으로 남아있던 동안 1956년 봉기의 어려운 교습에 바탕을 둔 그의 의지는 본국에서 자신의 정책들을 주위로 국민적 합의를 설립하는 것이었다.  그는 서유럽의 사회민주당들과 긴밀한 관계를 맺는 데 첫 동유럽의 지도자였다.  그는 군사 개입의 위험을 피하는 데 1968년의 체코슬로바키아 개혁 운동의 지도자들과 소련의 리도십 사이에 중재하려고 노력했다.  하지만 결정이 프라하의 봄을 억압하는 목적에 개입하는 데 소련의 지도자들에 의하여 결정이 내려졌을 때 카다르는 바르샤바 조약 기구 작전에 참가하기로 결정하였다.
2007년 5월 2일 부다페스트에 있는 케레페시 묘지에서 카다르의 묘가 파손되었으며 그의 부인 마리아 타마스카의 유골함과 더불어 그의 해골을 포함하여 그의 다수의 유골이 도난을 당했다.  "1956년-2006년 살인자들과 반역자들은 거룩한 땅에 쉬지 못할 것이다"라고 읽혀진 매세지가 가까이 쓰여졌다.  2개의 날짜들은 헝가리에서 1956년의 헝가리 혁명과 2006년 항의들로 언급된다.  이 행위는 헝가리에서 정치적과 사회적 스펙트럼을 넘나들며 보편적인 혐오감을 불러일으켰다.  경찰의 조사들은 "빅뱅을 일으킬 행위를 수행하는" 데 이미 시작된 극단주의 단체들에 전념하였다.
또한 카다르는 1964년 4월 3일 소비에트 연방영웅 칭호를 얻었다.  그는 레닌 평화상을 수상하였다.

## 평가

### 긍정적 평가
오늘날 헝가리에 한정된 평가에 따르면 여론조사 대상자의 과반수가 카다르 정권 치하에서의 삶이 더 유복했다고 전한다. 이 여론조사에 따르면 헝가리 유권자의 54%는 카다르 야노시에 대한 일종의 강력한 향수를 가진 것으로 나타났다.
헝가리 노동당은 카다르 야노시가 헝가리의 영웅이자 사회주의의 거장이라고 주장한다. 이 정당은 카다르 집권기간을 생활귄 보장과 사회권 보장이 수반된 평화와 안정의 시대로 평가했다.

### 부정적 평가
헝가리 한정 비평가들에 따르면 카다르 야노시는 독재자이자 소련의 구색 정치가라고 비판한다. 2020년 헝가리 당국의 여론조사에 따르면 응답자의 31%가 카다르 정권을 부정적으로 평가했다.

## 사생활
카다르 야노시는 금욕적이고 검소하게 살았다. 그의 생활방식은 온갖 사치를 누리는 요시프 브로즈 티토와 종종 비교되곤 했다.
그의 유일한 취미는 사냥이었는데 그는 사냥 동호회를 결성해 말을 타고 사슴을 잡으러 멀리 떠나기도 했다. 측근들의 회고에 따르면 카다르는 휴가를 떠날때 부다페스트를 벗어나려는 욕구가 매우 강했다
그는 빌라에 살았고, 자가용 보다 대중교통을 선호했으며, 직접 닭을 키워 계란 요리를 해 먹었다.